# Trachysphaera ribauti
Trachysphaera ribauti är en mångfotingart som först beskrevs av Bruno Condé och Demange 1961.  Trachysphaera ribauti ingår i släktet Trachysphaera och familjen Doderiidae. Inga underarter finns listade i Catalogue of Life.